# USS LST-395
O USS LST-395 foi um navio de guerra norte-americano da classe LST que operou durante a Segunda Guerra Mundial.